# Oxydia xanthopepla
Oxydia xanthopepla là một loài bướm đêm trong họ Geometridae.